# Institut des sciences analytiques et de physico-chimie pour l'environnement et les matériaux
 (octobre 2015).
L'Institut des sciences analytiques et de physico-chimie pour l'environnement et les matériaux (IPREM) est un laboratoire de recherche situé dans la technopôle Hélioparc, à 500 m du campus de l'université de Pau et des pays de l'Adour. Le cofondateur est Ahmed Allal .
Construit en 2006-2007, situé rue du Président Pierre Angot à Pau, l'IPREM est inauguré en février 2012,. Des travaux d'agrandissement, avec la construction d'un « IPREM 2 », sont entamés en 2020.

## Axes de recherches
Quatre équipes composent l'IPREM :
- équipe Chimie physique (ECP) [8] ;
- équipe Physico-chimie des polymères (EPCP) ;
- équipe Environnement et Microbiologie (EEM) ;
- laboratoire de chimie analytique bio-inorganique et environnement (LCABIE).

Laurent Billon, au sein de l'IPREM pilote le projet européen eSCALED, dont le but est d'avancer vers de nouvelles sources d'énergie en particulier la feuille artificielle,.